# Affaire des séquestrées de Cleveland
L'affaire des séquestrées de Cleveland concerne l'enlèvement et la séquestration, durant une décennie, de trois jeunes Américaines. Elles ont été retrouvées vivantes le 6 mai 2013, dans la maison située au 2207 Seymour Ave, dans la ville de Cleveland, dans l'Ohio, aux États-Unis. Arrêté puis condamné à une peine de prison à perpétuité, leur tortionnaire, Ariel Castro, est retrouvé mort pendu dans sa cellule d'une prison de l'Ohio, le 3 septembre 2013.

## Enlèvements
D'août 2002 à avril 2004, trois jeunes femmes sont kidnappées, l'une après l'autre, dans un quartier de Cleveland (Ohio), aux États-Unis,.

### Michelle Knight
Michelle Knight est aperçue pour la dernière fois lorsqu'elle quitte le domicile de son cousin le 22 août 2002. Elle disparaît à proximité de West 116th Street et de Lorain Avenue. À sa disparition, elle est âgée de 21 ans,,. Selon un rapport d'enquête, elle aurait accepté de suivre Ariel Castro dans sa voiture pour pouvoir aller voir une assistante sociale, accompagnée de son fils qu'elle avait perdu à cause de son beau-père. Ariel lui aurait fait croire qu'il allait lui offrir un petit chien et lui demanda de l'accompagner dans sa maison. Elle fut donc ligotée dans la cave, battue, puis finalement enfermée à double tour à l'étage de la maison,.
Les autorités et membres de sa famille pensèrent d'abord qu'elle était partie de son propre chef, estimant qu'elle était frustrée d'avoir perdu la garde de son enfant. Sa mère pensait l'avoir aperçue une fois en compagnie d'un homme plus âgé au West 117th Street.

### Amanda Berry
Amanda Berry disparaît le 21 avril 2003, la veille de son dix-septième anniversaire ; elle revenait de son travail de serveuse au Burger King.
En 2004, la célèbre voyante Sylvia Browne dans l'émission The Montel Williams Show (en), annonce le décès d'Amanda à sa mère, Louwana Miller. Cette dernière mourra en mars 2006 de « chagrin », selon ses proches.
Le 6 mai 2013 à 17 h 51 (heure locale), Amanda Berry réussit à s'échapper de la maison d'Ariel Castro avec l'aide de voisins, puis joint les forces de police de Cleveland en composant le numéro d'appel d'urgence 911. Ariel Castro est immédiatement arrêté puis incarcéré. Durant ces dix ans de séquestration, à la suite de l'un des viols commis par Castro, Amanda a donné naissance à une petite fille, Jocelyn, âgée de six ans au moment de son évasion (en 2013).

### Georgina DeJesus

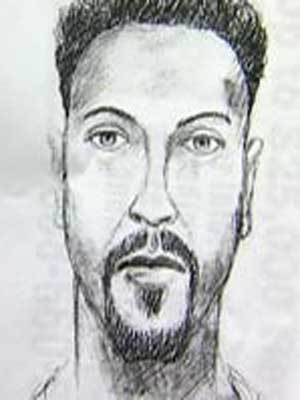
Portrait-robot, établi en 2004 par le FBI, représentant l'un des suspects impliqués dans la disparition de Georgina DeJesus.

Georgina Lynn DeJesus (appelée Gina) est portée disparue alors qu'elle est âgée de quatorze ans. Elle est aperçue pour la dernière fois près d'un téléphone public à environ 15 heures le 2 avril 2004, alors qu'elle rentrait de l'école entre West 105th Street et Lorain Avenue. Gina DeJesus explique que Castro lui a demandé où se trouvait une de ses filles et qu'elle monta dans sa voiture pour lui indiquer le chemin, mais Castro prendra une autre direction. Elle est par la suite séquestrée. Aucune alerte n'a été diffusée lors de la disparition de Gina DeJesus, faute de témoins. Une semaine après sa disparition, les autorités établissent un portrait-robot d'un homme d'origine hispanique, âgé entre 25 et 35 ans, mesurant 1,78 mètre, pesant entre 75 et 82 kg, les yeux verts et une fine barbe. Le suspect aurait été aperçu en possession d'une voiture bleue et blanche à proximité de l'école de Gina.
Gina DeJesus est apparue dans l'émission télévisée America's Most Wanted en 2004, 2005, et 2006, ce qui établit un lien avec Amanda Berry.

## Découvertes et conséquences

### Découvertes
Le 6 mai 2013, Michelle Knight, Gina DeJesus et Amanda Berry ont été retrouvées vivantes au 2207 Seymour Avenue, dans le quartier résidentiel de Tremont, à cinq kilomètres du lieu où les trois jeunes femmes ont été enlevées,,,,. Un voisin, Angel Cordero, a été alerté par les cris d'une femme ; il ne pouvait communiquer avec ces femmes enfermées dans la maison, sachant qu'il ne parlait apparemment pas très bien anglais. Un autre voisin, Charles Ramsey, se joint à Cordero et explique que l'une de ces femmes, plus tard identifiée sous le nom d'Amanda Berry, lui a raconté qu'elle était retenue prisonnière contre sa volonté dans cette maison avec deux autres femmes. La porte étant fermée à clé, les deux hommes défoncent le bas de la porte et réussissent à faire sortir Amanda Berry,. Peu après sa libération, elle se précipite chez un voisin également d'origine hispanique et appelle par la suite le 911, en expliquant mot pour mot : « Au secours, je m'appelle Amanda Berry… J'ai été enlevée et séquestrée pendant plus de dix ans. Je suis là, je suis libre désormais,. »

### Suite des investigations

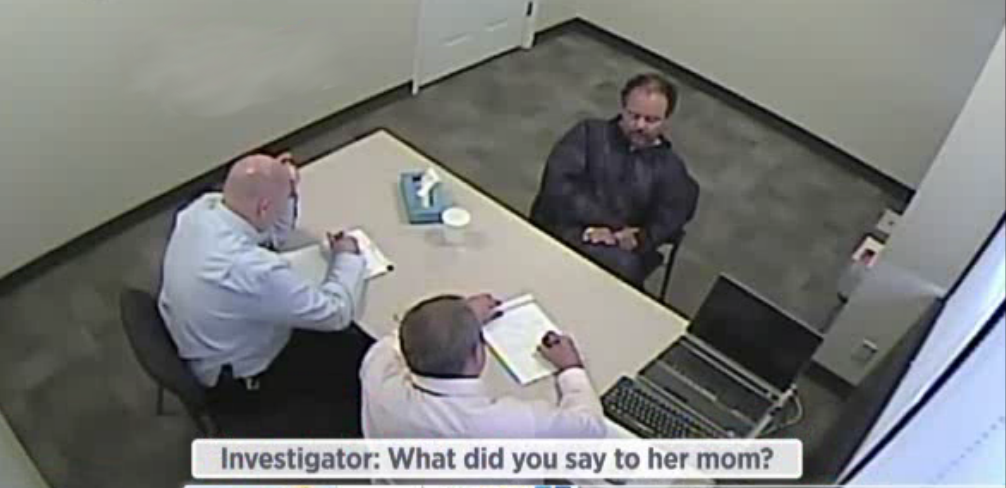
Castro lors de son interrogatoire par le FBI.

Un suspect, Ariel Castro, est appréhendé le 6 mai, et accusé d'enlèvement et de viols le 8 mai 2013. Les deux frères de Castro ont également été appréhendés, mais relâchés quelques jours après car ils semblaient, d'après les autorités, n'avoir rien à voir avec ces histoires d'enlèvements. La police explique que, d'après les déclarations des victimes, les jeunes femmes étaient retenues enchaînées et menottées dans la cave. WKYC rapporte que les jeunes femmes étaient quotidiennement violées par leur ravisseur, et battues lorsqu'elles étaient enceintes. D'après le New York Post, l'une des jeunes femmes aurait eu cinq fausses couches, et Michelle Knight aurait souffert d'une perte d'audition à la suite de ses maltraitances. Des auditions avec les victimes ont révélé qu'elles auraient exceptionnellement quitté le domicile seulement deux fois durant leur séquestration.
Cette affaire a permis l'arrestation d'un autre criminel, Elias Acevedo.

### Inculpation
Le 9 mai 2013, les autorités de Cleveland annoncent l'inculpation du principal suspect, Ariel Castro, dans l'enlèvement et la séquestration des trois jeunes filles,,.
Le 1er août 2013, Ariel Castro est condamné à la prison à perpétuité, assortie d'une peine de 1 000 années de prison. Il a plaidé coupable pour les 937 chefs d'accusation à son égard, pour éviter la peine de mort, en usage dans l'État de l'Ohio.
Le 7 août 2013 au matin, la maison d'Ariel Castro où ont été séquestrées trois jeunes femmes pendant une dizaine d'années, surnommée par les Américains « La maison de l'horreur », a été rasée devant une petite foule qui était rassemblée devant la maison en acclamant chaque coup de la pelleteuse, et a été complètement détruite à l'aide d'un excavateur hydraulique par des équipes de démolition.
Michelle Knight, 32 ans, l'une des victimes des enlèvements de Cleveland dans l'Ohio, était présente lors de la démolition de la maison où elle est restée captive pendant près d'une décennie. En arrivant avec un bouquet de ballons jaunes à la main, elle a déclaré à la presse : « Je me sens vraiment libérée quand je pense que tant de gens me voient comme une héroïne et un modèle, et j'aimerais que cela continue. »
Ariel Castro meurt le 3 septembre 2013, dans une prison du comté de Pickaway (Ohio). Il serait mort par asphyxie érotique.
Ariel Castro a été incinéré.

## Profil du suspect
Ariel Castro, âgé de 52 ans lors de son arrestation, est issu d'une famille portoricaine. Son père, Pedro Castro, a quitté Porto Rico en 1954, et a vécu en Pennsylvanie avant d'emménager à Cleveland,. À partir de novembre 1991, Ariel Castro exerce la profession de chauffeur de bus jusqu'à son licenciement en novembre 2012 à la suite de plusieurs fautes professionnelles.
En 1996, son épouse, Grimilda Figueroa (décédée le 25 avril 2012), quitte la maison familiale, avec ses quatre enfants (un fils et trois filles), pour fuir des violences conjugales. Elle avait eu notamment deux fois le nez brisé, des côtes cassées, les épaules luxées, et avait demandé au juge « d'empêcher [Castro] de menacer de la tuer » ; il avait été arrêté pour ces faits mais n'avait pas été inculpé. En 2005, elle porte de nouveau plainte contre lui, l'accusant d'avoir « souvent enlevé » leurs deux filles et de les avoir « empêchées d'être avec [leur] mère »,.
En 2008, l'une de ses filles, Emily Castro, alors âgée de 19 ans, est condamnée à vingt-cinq ans de prison pour avoir voulu égorger sa fille âgée de onze mois.

## Documentaires télévisés
- Affaire des séquestrées de Cleveland : 10 ans en enfer, 23 mai 2015, Chroniques criminelles sur NT1.
- Cleveland Abduction (en), 2 mai 2015.